# اسکارز آن برودوی (آلبوم دارون مالاکیان و اسکارز آن برودوی)
اسکارز آن برودوی اولین آلبوم استودیویی بند راک و متال دارون مالاکیان و اسکارز آن برودوی است. این آلبوم شامل ۱۵ قطعه است که همگی توسط مالاکیان نوشته شده‌اند.
این آلبوم ابتدا جایگاه ۱۷ بیلبورد ۲۰۰ را با ۲۴۰۰۰ نسخه به‌دست‌آورد. تا آوریل ۲۰۱۰، این آلبوم ۸۳۰۰۰ نسخه در ایالات متحده فروخته است.

## پس‌زمینه
پس‌از وقفه سیستم آو ا داون در مه ۲۰۰۶، گیتاریست بند، دارون مالاکیان، پروژه جدید خود را اعلام کرد. «اسکارز آن برودوی» گروهی که شامل جان دالمایان، درامر سیستم آو ا داون و خودش است. مالاکیان و دالمایان با نوازندگان مختلفی کار کردند و گروه برای یک دوره نه‌ماهه در سال ۲۰۰۷ شکل گرفت و به تمرین‌های شدید و جلسات ضبط تحت رهبری مالاکیان در استودیوی خانگی او و سانست‌ساند پرداخت. گروه با نوازندگان، دنی شامون در کیبورد، دومینیک سیفارلی در باس، و فرانک پرز در گیتار و بک‌وکال، در سپتامبر ۲۰۰۷ شروع به ضبط اولین آلبوم خود کرد.

دارون مالاکیان دربارهٔ سمتی که آلبوم خواهد رفت:
«این احتمالاً چیزی بسیار سنگین خواهد بود که با تأثیرات سنتی ارمنی، ترش متال، دث متال، دوم متال، بلک متال و دارک متال ترکیب شده است. زمانی که، یا حتی اگر، موسیقی منتشر شود، هنوز ساختاری خواهد داشت، درست مانند موسیقی سیستم آو ا داون»
همچنین مالاکیان اظهار داشت که این آلبوم تحت‌تاثیر راک کلاسیک مانند دیوید بویی، برایان اینو، یس، نیل یانگ و راکسی موزیک قرار خواهد گرفت و ترانه‌سرایی خود را از «فرزل متال» سیستم آو داون به کارهای «مبتنی‌بر آهنگ» تغییر می‌دهد. مالاکیان گفت: «من احساس نمی‌کنم که ما یک گروه ماشینگ هستیم. اینجاست که درحال‌حاضر به‌عنوان نویسنده راحت هستم.»
در ۲ مه ۲۰۰۸، آلبوم معرفی شد. یک هفته بعد، گروه با اینترسکوپ رکوردز قرارداد امضا کرد.
آنها تک‌آهنگ «آنها می‌گویند» را به‌عنوان اولین آهنگ از آلبوم در ۲۸ مارس منتشر کردند. موزیک ویدیو این آهنگ در ۲۷ ژوئن منتشر شد. دومین تک‌آهنگ با نام «ورد لانگ گان» در ۸ سپتامبر منتشر شد که شامل یک موزیک ویدیو به کارگردانی جوئل شوماخر، فیلمساز آمریکایی بود.

## نمرات
| بررسی جمعی     | بررسی جمعی |
| منبع           | رتبه‌بندی   |
| -------------- | ---------- |
| متاکریتیک      | ۷۳/۱۰۰     |
| بررسی انتقادی  |            |
| منبع           | رتبه‌بندی   |
| آل میوزیک      | [ ۱۶ ]     |
| آکواریوم ویکلی | منفی       |

نقدهای آلبوم عموماً مثبت بود و امتیاز ۷۳/۱۰۰ را در متاکریتیک داشت. بااین‌حال، منتقدان متعددی از اشعار آلبوم انتقاد داشتند. آل فاکس، خبرنگار بی‌بی‌سی، نقدی منفی به آلبوم داد و گفت: «نوشتن نقدی تا این حد منفی در پاسخ به اظهارات صمیمانه یک نفر سخت است، اما این نوع راک قدیمی، خسته و فرسوده است و ارتباط کمی با دنیای امروز به‌عنوان یک کوارتت درحال نواختن نسخه میلیونی یک کنسرتو ۳۰۰ ساله دارد». به‌طور مشابه، کانسیکوئنس به آلبوم امتیاز «D» داد و بیان کرد: «اسکارز آن برودوی قطعاً ارزش شنیدن دارد اگر از طرفداران سرسخت آواز مالاکیان هستید، متأسفانه این یک اثر تازه است، با اشعار. که متأسفانه در برخی موارد خط پوچی مطلق را طی می‌کند».
رولینگ استون، امتیاز ۳٫۵ از ۵، را به آلبوم می‌دهد و بیان می‌کند: مالکیان به‌عنوان اسکارز آن برودوی، افراط‌های پانک-درویشی و خون‌خواهی متالیک سیستم آو ا داون را با کیبورد الکترونیکهای نیو ویو و هارمونی‌های خیر و شر خود به‌صورت مستقیم مورد تمسخر قرار می‌دهد. این یک حالت عادی خارداری هوشمندانه است.»
آل‌میوزیک نیز به آلبوم ۳٫۵ از ۵ ستاره داده است و موسیقی‌های آلبوم را تحسین، اما از اشعار انتقاد کرد.
گری گراف از بیلبورد دربارهٔ این آلبوم اظهار داشت:
«مالاکیان و جان دالمایان درامر سیستم آو ا داون واقعاً چیزی جدید برای طرفداران خود به ارمغان آورده‌اند - و شاید حتی برای غیر طرفداران نیز، با توجه به ماهیت مستقیم و قابل دسترس‌تر موسیقی اسکارز آن برودوی، این دو هنوز هم به‌دنبال ویژگی‌های خاص سبک سیستم آو ا داون هستند. ازطریق غوغاهای صوتی و پویایی مسلسل‌هایی مانند آهنگ‌های «سیریس»، «اکسپلودینگ/ ریلودینگ»، «چمیکال» و «ورد لانگ گان»، همچنان آسکارز آن برودوی به همان اندازه مستعد است که به ملودی این آهنگ‌ها «فانی» و «اینسین»، آهنگ کاملاً فانک «انمی» یا متالیک «استون همر» نیز بپردازد.»— گری گراف، 

## فهرست آهنگ‌ها
همهٔ ترانه‌ها توسط دارون مالاکیان نوشته شده‌است.
| شماره      | نام                       | مدت   |
| ---------- | ------------------------- | ----- |
| ۱.         | «سیریس»                   | ۲:۰۸  |
| ۲.         | «فانی»                    | ۲:۵۵  |
| ۳.         | «اکسپلودینگ/ریلودینگ»     | ۲:۱۵  |
| ۴.         | «استونر همر»              | ۲:۰۰  |
| ۵.         | «اینسین»                  | ۳:۰۷  |
| ۶.         | «ورد لانگ گان»            | ۳:۱۶  |
| ۷.         | «کیل ایچ ادر/لیو فور اور» | ۳:۰۵  |
| ۸.         | «بابل»                    | ۳:۵۶  |
| ۹.         | «چمیکالز»                 | ۳:۱۳  |
| ۱۰.        | «انمی»                    | ۳:۰۳  |
| ۱۱.        | «یونیورس»                 | ۴:۱۵  |
| ۱۲.        | «۳۰۰۵»                    | ۲:۵۴  |
| ۱۳.        | «کیوت ماشینز»             | ۳:۰۳  |
| ۱۴.        | «هورینگ استریتز»          | ۳:۰۱  |
| ۱۵.        | «آنها می‌گویند»            | ۲:۴۸  |
| مجموع مدت: | مجموع مدت:                | ۴۵:۰۴ |

| نسخه لوکس ۲۰۲۴ | نسخه لوکس ۲۰۲۴                     | نسخه لوکس ۲۰۲۴ |
| شماره          | نام                                | مدت            |
| -------------- | ---------------------------------- | -------------- |
| ۱۶.            | «Scars on Broadway» (Instrumental) | ۲:۵۰           |
| ۱۷.            | «War For Religion»                 | nil            |
| ۱۸.            | «Stranger»                         | nil            |
| ۱۹.            | «Hungry Ghost»                     | ۲:۴۸           |
| ۲۰.            | «Fucking» (7" Vinyl Single)        | ۲:۰۳           |

## اعضا
اسکارز آن برودوی
- دارون مالاکیان – آواز، گیتار، گیتار باس، کیبورد، ارگ، ملوترون، تولید
- جان دالمایان - درامز
- فرانک پرز – گیتار، بک وکال
- دنی شامون – کیبورد، پیانو، پرکاشن
- دیو شیفمن - مهندسی
- جان سیلاس کرانفیلد – مهندسی اضافی، ویرایش
- رایان ویلیامز – میکس
- ادی شرایر – مسترینگ
- وارطان ملاکیان – آلبوم کاور
- ساندرا کند - کاور
- گل براندی – طرح بسته